# Batallón Mormón

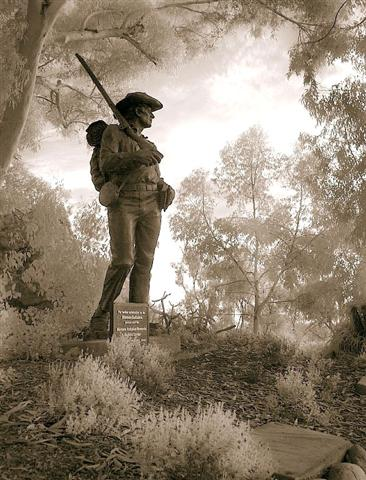
"Mormon Battalion Monument" por Edward J. Fraughton, Presidio Park, San Diego, California.

El Batallón Mormón es la única entidad religiosa de la historia militar norteamericana. Actuó entre julio de 1846 y julio de 1847 durante la Intervención estadounidense en México. El Batallón era una unidad de unos 500 mormones voluntarios dirigidos por militares propios a las órdenes de oficiales del ejército regular; llevó a cabo una agotadora marcha desde Council Bluffs, Iowa (capturando Tucson) hasta San Diego, California, donde llegaron el 29 de enero de 1847. Días después de la firma del tratado de Cahuenga.
La expedición del Batallón fue esencial para asegurar las nuevas tierras tomadas a México por los Estados Unidos, en las regiones de California, Utah y Arizona; especialmente después de la compra de Gadsden en 1853. Esta incursión abrió una ruta de caravanas hacia el sur de California. 
En 1847, muchos de ellos participaron en la construcción del mítico Sutter's Mill, el aserradero construido por John Sutter y James W. Marshall, y que fue clave en el posterior descubrimiento de oro en la región, dando inicio a la Fiebre del oro de California. 